# سنجاب پرنده جهان قدیم
سنجاب پرنده جهان قدیم (نام علمی: Pteromys) نام یک سرده از تبار سنجاب پرنده است.

## گونه‌ها
- سنجاب پرنده سیبریایی , Pteromys volans
- سنجاب پرنده کوتوله ژاپنی,Pteromys momonga